# Invasione fatimide dell'Egitto (919-921)
La seconda invasione fatimide dell'Egitto ebbe luogo nel 919-921, in seguito al fallimento del primo tentativo nel 914–915. La spedizione fu ancora una volta posta sotto il comando dell'erede al trono del Califfato fatimide, al-Qa'im bi-Amr Allah. Come già successo nel precedente tentativo, i Fatimidi espugnarono agevolmente Alessandria d'Egitto. Tuttavia, nonostante la guarnigione abbaside a Fustat si fosse indebolita e sul punto di ammutinarsi a causa del soldo arretrato, al-Qa'im non ne approfittò per lanciare un attacco immediato alla città, timoroso che potesse fallire come quello del 914. E fu così che gli Abbasidi poterono recuperare terreno: nel marzo 920 la marina fatimide fu distrutta dalla flotta abbaside sotto il comando di Thamal al-Dulafi, e i rinforzi abbasidi sotto il comando di Mu'nis al-Muzaffar arrivarono a Fustat. Nonostante ciò, nell'estate del 920, al-Qa'im fu in grado di prendere possesso dell'oasi del Fayyum, e nella primavera del 921, estese il proprio controllo su gran parte dell'Alto Egitto, mentre Mu'nis evitava sistematicamente uno scontro in campo aperto con gli invasori rimanendo a Fustat. Nel corso di questo periodo, entrambi gli schieramenti vennero coinvolti in una battaglia diplomatica e di propaganda, con i Fatimidi che tentarono invano di portare dalla propria parte la popolazione musulmana. La spedizione fatimide fu condannata al fallimento dalla perdita di Alessandria, riconquistata dalla flotta di Thamal nel maggio/giugno 921; quando le truppe abbasidi mossero in direzione di Fayyum, al-Qa'im fu costretto a evacuarla e a fuggire verso ovest attraverso il deserto.

## Contesto storico
La dinastia fatimide pervenne al potere in Ifriqiya nel 909, allorquando detronizzarono l'allora regnante dinastia aghlabide con l'appoggio dei Berberi Kutama. A differenza dei predecessori, che si accontentavano del ruolo di dinastia regionale alle propaggini occidentali del Califfato abbaside, i Fatimidi avevano pretese ecumeniche: in qualità di imam della setta sciita degli Ismailiti, e rivendicando di discendere da Fatima, la figlia di Maometto e moglie di Ali, consideravano gli Abbasidi Sunniti alla stregua di usurpatori ed erano determinati a detronizzarli e a prenderne il posto. Pertanto, all'inizio del 910, l'imam fatimide, Abdallah, si autoproclamò califfo assumendo il nome di regno di al-Mahdi Billah (r. 909-934).
In linea con tale visione imperialista, in seguito alla presa del potere in Ifriqiya, l'obiettivo successivo del Califfato fatimide era l'Egitto, la porta d'accesso al Levante e Iraq, la sede dei loro rivali abbasidi. Una prima invasione nel 914–915 sotto il comando dell'erede al trono fatimide al-Qa'im bi-Amr Allah prese la Cirenaica, Alessandria d'Egitto e l'Oasi del Fayyum, ma non riuscì ad espugnare Fustat. In seguito all'arrivo dei rinforzi dalla Siria e Iraq sotto il comando di Mu'nis al-Muzaffar, al-Qa'im ripiegò in Ifriqiya. All'indomani della ritirata, la Cirenaica andò di nuovo perduta.
Malgrado tale fallimento, i Fatimidi non persero tempo a pianificare una seconda invasione dell'Egitto. Per primo obiettivo si prefissero la riconquista della Cirenaica che fu conseguita con la resa del capoluogo regionale, Barqa, dopo un assedio di 18 mesi, nell'aprile 917. La punizione riservata alla popolazione della città fu molto dura, e molti fuggirono a frotte ad Alessandria. Il governatore abbaside dell'Egitto, Dhuka al-Rumi, rafforzò la guarnigione di quest'ultima città.
I Fatimidi, evidentemente, avevano dei simpatizzanti in Egitto, in quanto gli Egiziani, fin dall'inizio del IX secolo, avevano cominciato a mal tollerare i governatori imposti da Baghdad; Dhuka fu costretto a giustiziare diverse persone per via della loro corrispondenza con al-Mahdi e il figlio di questi, al-Qa'im. Nel 904 al-Mahdi e la propria famiglia avevano cercato riparo in Egitto in seguito alla loro fuga dalla Siria, ed erano rimasti in clandestinità con simpatizzanti a Fustat per circa un anno. Inoltre, il successo del filofatimide movimento missionario ismailita (daʿwa) è attestato in modo marcato nelle iscrizioni pro-Shi'a, o specificatamente Ismailite, tra le lapidi egiziane nei decenni successivi al 912 circa.

## Invasione dell'Egitto

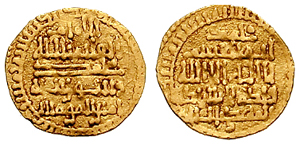
Dinar di al-Qa'im bi-amr Allah, califfo fatimide dal 934 al 946. Sotto il regno del padre condusse le prime due invasioni fatimidi dell'Egitto

Le principali fonti per la seconda invasione dell'Egitto sono principalmente sunnite, e dunque ostili ai Fatimidi. La spedizione ebbe inizio il 5 aprile 919, allorquando al-Qa'im partì dalla città palazzo di Raqqada, alla testa della propria armata.

### Presa di Alessandria e fortificazione di Giza
L'avanguardia arrivò alle porte di Alessandria il 9 luglio 919, mentre il grosso dell'esercito sotto il comando di al-Qa'im, li raggiunse a settembre od ottobre. L'arrivo dell'esercito fatimide nel luglio 919 colse impreparato il governatore della città, il figlio di Dhuka Muzaffar, il quale fuggì con i suoi uomini e buona parte della popolazione senza nemmeno combattere. Avendo già in una precedente occasione riconosciuto la sovranità fatimide e pertanto considerata in rivolta, la città fu saccheggiata dalle truppe fatimidi.
La situazione era diventata critica per Dhuka al-Rumi: a differenza della precedente invasione fatimide, in occasione della quale la popolazione aveva partecipato attivamente alla difesa di Fustat armandosi per la battaglia, ora si era diffuso il panico, e coloro che ne avevano i mezzi fuggirono dall'Egitto per riparare nel Levante. Allo stesso tempo, la guarnigione manifestava scarsa voglia di combattere in quanto malpagata; in effetti, molti ufficiali si dileguarono con le proprie unità in Palestina.
Come nel 914, Dhuka concentrò le esigue truppe a disposizione a Giza, sull'altra sponda del Nilo rispetto a Fustat, dove il ponte di barche dava accesso all'isola di Rawda e alla città stessa. In quel punto fortificò la testa di ponte, erigendo un forte e un accampamento fortificato per le proprie truppe. Poco tempo dopo, tuttavia, il nuovo amministratore fiscale dell'Egitto, al-Husayn al-Madhara'i, arrivò con denaro sufficiente da poter pagare gli stipendi arretrati alle truppe dell'esercito regolare. L'11 agosto, Dhuka si spense, e il suo predecessore Takin al-Khazari fu designato a succedergli; arrivò a Fustat non prima del gennaio 920, dove fece scavare un secondo fossato intorno all'accampamento a Giza.

### Reazione abbaside e la vittoria navale di Thamal
A differenza di quanto accaduto nel 914, tuttavia, al-Qa'im non fece alcun tentativo di sfruttare la debolezza della guarnigione di Fustat e di espugnare Giza, malgrado la corrispondenza con numerose personalità importanti, tra cui l'ex visir tulunide, Abu Bakr Muhammad ibn Ali al-Madhara'i. Piuttosto rimase ad Alessandria per il resto dell'anno, mentre continuavano ad arrivare i rinforzi. Tra questi vi era la marina fatimide, consistente in 80 navi sotto il comando dell'eunuco Sulayman.
La corte abbaside, inoltre, mobilitò le proprie truppe alla notizia dell'invasione fatimide; ancora una volta, il comando delle truppe fu affidato a Mu'nis al-Muzaffar, che lasciò Baghdad il 23 febbraio 920.
Nel frattempo la flotta di Tarso, sotto il comando di Thamal al-Dulafi, ricevette l'ordine di salpare per l'Egitto. Thamal, con le sue 25 navi trasportanti fuoco greco, arrivò in tempo per impedire alle navi fatimidi di fare ingresso nel ramo di Rosetta del Nilo, e il 12 marzo, nei pressi di Abukir, inflisse una pesante sconfitta alla flotta fatimide, i cui vascelli furono spinti a riva dal vento. Gran parte degli equipaggi fatimidi furono o uccisi o catturati. I prigionieri furono condotti a al-Maqs sul Nilo, dove Takin stabilì la liberazione di gran parte dei marinai ordinari, mentre l'ammiraglio Sulayman e 117 dei suoi ufficiali presero parte a una processione pubblica a Fustat. I Kutama e le guardie del corpo dall'Africa nera ('Zawila'), circa 700 uomini in totale, furono fatti linciare dalla folla.
Il 25 maggio Mu'nis arrivò a Fustat, e con i suoi 3 000 uomini si stabilì a Giza. Ulteriori distaccamenti furono inviati a nord, fino a Damanhur sul Delta del Nilo, che era detenuta da Muhammad ibn Tughj, nonché a sud, per impedire una possibile avanzata dei Fatimidi in Alto Egitto.

### Presa di Fayyum e Alto Egitto e situazione di stallo con Mu'nis
In effetti, al-Qa'im, pressato per rifornimenti ad Alessandria, decise di ripetere la manovra del 914: il 30 luglio lasciò Alessandria e, aggirando Giza, si impadronì della fertile Oasi del Fayyum, che poteva tornare utile come base di operazioni e fonte di vettovaglie. Come già in precedenza, procedette a imporre tasse sugli abitanti, come se fosse il legittimo sovrano dell'Egitto.
Ad Alessandria rimase Fath ibn Ta'laba, che ricevette ordini di costruire numerose catapulte (manjaniq e 'arrada) per proteggere il porto della città da un eventuale attacco navale da parte della flotta di Thamal. Mu'nis non si oppose a tale mossa, dal momento che le truppe a sua disposizione non erano in grado di confrontarsi con i Fatimidi in campo aperto, e stava avendo difficoltà nel pagare il soldo alle proprie truppe. Inoltre, quando il comandante che aveva inviato in Alto Egitto si spense nella primavera 921, i Kutama furono in grado di impadronirsi agevolmente dell'intera regione, fino alla diocesi copta di al-Ushmuniyya. Non solo ciò portò a un incremento della zona sotto la tassazione di al-Qa'im,  ma interruppe anche il rifornimento di grano alla città di Fustat.

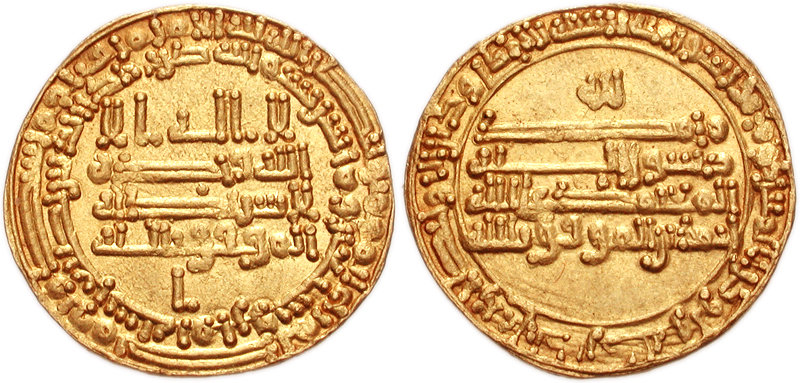
Dinar di al-Muqtadir, califfo abbaside tra il 908 e il 932

Per un anno intero, entrambi gli schieramenti evitarono uno scontro in campo aperto, scontrandosi piuttosto in una battaglia diplomatica e di propaganda. Mu'nis offrì promesse di salvacondotto (aman), nonché il riconoscimento dei Fatimidi come sovrani autonomi di Ifriqiya come già fatto in precedenza con gli Aghlabidi, a condizione che al-Qa'im si fosse sottomesso al califfo abbaside. Al-Qa'im respinse tali proposte in una lettera in cui ribadì le pretese fatimidi al dominio universale in qualità di eredi legittimi di Maometto. Un frammento di un lungo poema, che esortava gli abitanti di Fustat a emulare gli "occidentali" e porsi al servizio della legittima da'wa fatimide, ci è pervenuto; Mu'nis spedì una copia a Baghdad, dove allo studioso al-Suli fu commissionato di redigere una risposta. La risposta alle pretese fatimidi fu considerata tanto efficace da spingere il califfo al-Muqtadir a ricompensarlo con 10 000 dinar.
Al-Qa'im, inoltre, rimase in corrispondenza con l'ex visir al-Madhara'i, che lo informò della debolezza della guarnigione di Fustat, ma che potrebbe aver fatto il doppio gioco, provando a ritardare l'attacco fino all'arrivo dei rinforzi abbasidi. Allo stesso tempo il comandante fatimide si appellò alle due città sante dell'Islam, Mecca e Medina, affinché riconoscessero come legittime le rivendicazioni dei Fatimidi alla sovranità sull'intero mondo islamico. Tali richieste furono ignorate.

### Riconquista abbaside di Alessandria e Fayyum, ritirata di al-Qa'im
Verso la fine della primavera del 921, mentre Mu'nis inviava uno dei suoi ufficiali ad attaccare in direzione di Fayyum, Thamal con la propria flotta navigò il Nilo in direzione di Alessandria. La città fu presa con relativa facilità nel maggio/giugno 921 con la sconfitta guarnigione Kutama che, nel fuggire, abbandonò molte delle proprie scorte ed equipaggiamento. Thamal evacuò gli abitanti della città trasferendoli a Rosetta, e proseguì con la propria flotta.
Il 28 giugno Mu'nis e Takin, insieme alla flotta di Thamal, partirono con tutte le forze a disposizione per attaccare Fayyum. L'esercito e la flotta abbaside bloccarono congiuntamente la sola via che connetteva Fayym con il Nilo in corrispondenza di Illahun, isolando in questo modo gli uomini al-Qa'im, che si trovavano nell'oasi, dal resto del paese. Una volta che le truppe abbasidi cominciarono ad avanzare nell'oasi, l'8 luglio al-Qa'im ordinò la ritirata: tutto l'equipaggiamento pesante fu abbandonato, mentre le truppe fatimidi marciarono lungo il deserto fino alla via costiera che portava a Barqa, una marcia ardua nel corso della quale molti dei suoi uomini perirono.

## Conseguenze
Il fallimento della seconda invasione dell'Egitto fu molto imbarazzante per i Fatimidi. Gli apologisti fatimidi tentarono di giustificare il fallimento considerandolo parte del piano divino per la dinastia guidata da Allah; il frammentario Sirat al-Imam al-Mahdi afferma che al-Qa'im ritornò "invitto" dall'Egitto, mentre il principale portavoce fatimide nei decenni successivi, al-Qadi al-Nu'man, insistette che al-Mahdi, con la sua precognizione divina, sapesse già che il figlio sarebbe stato sconfitto, ma nondimeno portò avanti la campagna ritenendola necessaria per annunciare le mire fatimidi, provarne lo zelo nel portare avanti il jihad, e diffondere la loro da'wa.
Per alcuni anni, i Fatimidi continuarono a sferrare da Barqa delle incursioni in Egitto: nel 922 e 928, le truppe fatimidi si scontrarono con quelle abbasidi nei pressi di Dhat al-Himam, a circa 60 chilometri (37 mi) a ovest di Alessandria, mentre nel 923, un altro comandante fatimide razziò una delle oasi del Deserto Occidentale (da identificare probabilmente con l'Oasi di Dakhla), prima dell'insorgere di un morbo che lo costrinse alla ritirata.
Tuttavia, se si eccettua un intervento di breve durata nei conflitti interni delle fazioni militari in Egitto nel 935, i Fatimidi non intrapresero alcun serio tentativo di conquista per molti anni. Fu solo nel 969, quando gli equilibri di potere si erano spostati nettamente in favore dei Fatimidi, che fu intrapresa una ulteriore invasione imponente. A quell'epoca il Califfato abbaside, indebolito dalle costanti contese per il potere tra le fazioni rivali burocratiche, militari e di corte, e privato delle province più remote resesi indipendenti per iniziativa di ambiziosi dinasti locali, aveva cessato di esistere come entità politica, con i califfi abbasidi ridotti a pedine impotenti dei Buyidi. Nel frattempo il regime fatimide aveva accresciuto la propria forza militare e la propria prosperità economica, e disponeva ora di un esercito imponente e disciplinato. Con questi presupposti, questa volta ai Fatimidi fu opposta ben poca resistenza, e l'Egitto fu conquistato. Nel 972 la corte fatimide si trasferì in Egitto e si stabilì in una nuova capitale, Il Cairo, a nord di Fustat.